# Nuovo stadio 4 settembre
Il nuovo stadio 4 settembre (in turco Yeni 4 Eylül Stadyumu) è un impianto calcistico di Sivas, in Turchia, sede degli incontri casalinghi del Sivasspor
Costruito nel triennio 2013-2016 ha sostituito il precedente stadio 4 settembre, nome con la quale è tutt'oggi erroneamente conosciuto.

## Architettonica
Il nuovo stadio è costruito a due chilometri da quello vecchio, alla periferia della città.
Poiché nella provincia di Sivas c'è molto vento, lo stadio è completamente chiuso, la sua facciata nord è a doppia parete con isolamento a cuscino d'aria. In estate quando fa più caldo sono possibili aperture per una migliore ventilazione e per regolare la temperatura. Sui lati est e ovest, grandi vetrate recuperano il calore e riducono i costi di riscaldamento; mentre sul tetto sud sono installati pannelli solari che producono 798 000 watt al giorno.